# Burji (zone)
Pour la langue, voir Burji.
Ancien woreda spécial de la région des nations, nationalités et peuples du Sud en Éthiopie, Burji est depuis 2023 une zone administrative dans la région Éthiopie du Sud. Il compte 55 681 habitants en 2007. Son centre administratif est Soyama.

## Géographie
Situé dans la vallée du Grand Rift, Burji est limitrophe de la région Oromia au nord et à l'est.
Son centre administratif est Soyama, aussi transcrit Soyoma ou Soyema.
Soyama se trouve 56 km à l'ouest de Bule Hora, l'ancienne Hagere Mariam, où passe la route Addis-Abeba-Moyale.
|       | Amaro            |                     |
| Konso | Burji            | Dugda Dawa (Oromia) |
|       | Teltele (Oromia) | Yabelo (Oromia)     |

## Histoire
Burji fait partie de l'awraja Gardula de la province Gamu-Gofa[à vérifier] durant le XXe siècle.
Il devient un woreda spécial de la région des nations, nationalités et peuples du Sud lors de la mise en place des régions en 1995.
Il perd son statut de woreda spécial à la création de la zone du peuple Segen en 2011 mais le retrouve à la dissolution de cette zone à la fin des années 2010[réf. souhaitée].
Il obtient le statut de zone en 2023 dans la nouvelle région Éthiopie du Sud.

## Population
Le woreda spécial Burji a 55 681 habitants au recensement de 2007.
Soyama, qui est sa seule localité urbaine, compte alors 6 274 habitants.
Le burji est la langue maternelle de 76 % des habitants tandis que 15 % citent le koorete (en) comme langue maternelle, 5 % l'oromo, 1 % le konso (en) et moins de 1 % l'amharique.
43 % des habitants sont protestants, 36 % sont orthodoxes et 21 % sont musulmans.
Avec une superficie de 1 128 km2[réf. souhaitée], le woreda a en 2007 une densité de population de 49 personnes par km2.
Début 2022, la population du woreda est estimée, par projection des taux de 2007, à 78 644 personnes.